# Paracromastigum micromera
Paracromastigum micromera là một loài rêu tản trong họ Lepidoziaceae. Loài này được (Spruce) R.M. Schust. miêu tả khoa học lần đầu tiên năm 1963.